# Lijst van letterontwerpers
Dit is een lijst van letterontwerpers. Een letterontwerper is een persoon die voor zijn beroep lettertypen ontwerpt. Het beroep is vakinhoudelijk veranderd indertijd; waar vroeger alles nauwkeurig op papier werd getekend, worden tegenwoordig wiskundige formules voor de krommen gebruikt en computers voor het rekenen en tekenen ('hinten').
Tussen haakjes staat het lettertype dat de persoon heeft ontwikkeld. 

## Argentinië
- Rubén Fontana
- Alejandro Lo Celso
- Sabrina M. Lopez (TypeSenses)
- Alejandro Paul
- Luis Siquot
- Maximiliano R. Sproviero (Argentina Lián Types)

## Australië
- James Arboghast
- Stephen Banham
- Paul Lloyd
- Graham Meade
- Wayne Thompson

## Brazilië
- Gustavo Lassala
- Dimitre Lima
- Eduardo Recife
- Claudio Rocha

## Cambodja
- Danh Hong (Khmer Fonts)

## Canada
- Rebecca Alaccari (Canada Type)
- Chester (Schmelvetica)
- Ray Fenwick
- Gerald Giampa
- Patrick Giasson
- Patrick Griffin (Canada Type)
- John Hudson
- Ray Larabie
- Rod McDonald
- Ross Mills
- Jamie Nazaroff (Zang-O-Fonts)
- Jim Rimmer
- Nick Shinn (Brown, FF Fontesque, Walburn)
- Leslie Usherwood (Caxton, Leawood)

## Colombia
- Carlos Fabian Camargo (Andinistas)
- Manuel Corradine (Corradine Fonts)
- Cesar Puertas (Tipograma)

## Cuba
- Carlos Segura Cuba

## Denemarken
- Morten Rostgaard Olsen
- Ole Søndergaard

## Duitsland
- Johann Michael Fleischmann (Fleischman)
- Johann Gutenberg
- Erhard Kaiser (DTL Fleischmann, DTL Prokyon)
- Rudolf Koch (Kabel, Neuland, Wilhelm Klingspor Gotisch)
- Friedrich Poppl (Poppl-Pontifex, 1974; Laudatio, 1982)
- Paul Renner (Futura, 1927)
- Erik Spiekermann (FF Meta, ITC Officina, FF Info, FF Unit)
- Jan Tschichold (Sabon)
- Kurt Weidemann (ITC Weidemann, Biblica, Corporate ASE)
- Berthold Wolpe (Albertus)
- Gudrun Zapf von Hesse (Diotima, Alcuin)
- Hermann Zapf (Palatino, Optima, Zapf Chancery, Zapf Dingbats, Zapfino)

## Ethiopië
- Ato Yigezu Bisrat

## Finland
- Saku Heinänen (Freja)
- Sami Kortemäki (Auto, Bello, FF Nelio)
- Jarno Lukkarila (Xtra Sans, Tanger Serif)
- Julia Sysmäläinen (FF Mister K)

## Frankrijk
- Antoine Augereau
- Alexandre de Berny
- Pierre Bézier
- Albert Boton
- Louis Braille
- Camut
- Adolphe Mouron Cassandre (Peignot, 1937)
- Charles Nicolas Cochin
- Simon de Colines
- Jean-Renaud Cuaz
- Firmin Didot
- François Didot
- François-Ambroise Didot
- Henri Didot
- Pierre Didot
- Xavier Dupré
- Roger Excoffon
- Christophe Féray
- François Fournier
- Jean Claude Fournier
- Pierre Simon Fournier le jeune
- Claude Garamond (Garamond)
- Raymond Gid
- Robert Granjon
- Hector Guimard
- François Guyot
- Pierre Haultin
- Franck Jalleau
- Jean Jannon
- Nicolas Jenson
- Molé-le-Jeune
- Charles Peignot
- Gustave Peignot
- Louis Perrin
- Christophe Plantin
- Charles Plumet
- Jean François Porchez
- Thierry Puyfoulhoux
- Jacques Sabon
- Wynkyn de Worde

## Ierland
- Michael Everson (Duibhlinn, Everson Mono, Last Resort)

## India
- S.K. Mohanty (Indic Scripts Type Design)

## Italië
- Giambattista Bodoni (Bodoni)
- Giovanni de Faccio (Rialto)
- Umberto Fenocchio (Linea, Sigla, Armonia)
- Giangiorgio Fuga (GFT Venexiano, GFT Murrina, GFT Lespresso Sans)
- Francesco Griffo (Bembo, Poliphilus)
- Piero De Macchi (Iveco, Nomina, Graphicus, Pancarré, Exemplar)
- Aldus Manutius
- Aldo Novarese (Novarese, Eurostile, Fenice, Recta, Microgramma)

## Mauritius
- Jean-Lou Désiré (AF Kub)

## Mexico
- Jorge de Buen Unna
- Gabriel Martínez Meave
- Isaías Loaiza Ramírez
- Enrique Ollervides
- Leonardo Vázquez Conde
- Cristóbal Henestrosa
- Óscar Yáñez

## Nederland
- Evert Bloemsma (FF Balance, FF Cocon, FF Avance, FF Legato)
- Erik van Blokland (FF Beowolf, FF Erikrighthand, FF Trixie, FF Kosmik, FF Zapata)
- Petr van Blokland (Productus, Proforma)
- Frank Blokland
- Jos Buivenga (Anivers, Calluna, Delicious, Diavlo, Fontin, Fertigo, Museo)
- Wim Crouwel
- Christoffel van Dijck (Monotype Van Dijck)
- Bram de Does (TEFF Trinité, TEFF Lexicon)
- Lucas de Groot (Thesis, TheAntiqua, Corpid, Calibri)
- Sem Hartz (Monotype Juliana)
- Eyal Holtzman (Kristal)
- Jan van Krimpen (Spectrum, Romanée, Romulus, Haarlemmer, Lutetia, Cancellaresca Bastarda)
- Martin Majoor (FF Scala, FF Scala Sans, Telefont, FF Seria, FF Seria Sans, FF Nexus Serif, FF Nexus Sans, FF Nexus Mix)
- Gerrit Noordzij (TEFF Ruse)
- Albert-Jan Pool (FF DIN, URW Imperial, URW Linear, Mauritius I, FF OCR-F, Jet Set Sans, DTL HEIN GAS, Regenbogen Bold)
- Sjoerd de Roos (Hollandsche Mediæval, Grotius, Egmont, Libria, De Roos, Zilvertype
- Pieter van Rosmalen (Aniek, Capibara, Nitti, Panno Sign, Panno Text, Pinup, Pixel Pack, Stanley, KPN Display/Headline/Accent, Audi Type, Hangil E-type, NBCUniversal, USA Futura Today, Emma)
- Just van Rossum (JustLefthand)
- Artur Schmal (OT Parry, OT Parry Grotesque)
- Fred Smeijers (OurType Arnhem, Fresco, Sansa, DTL Nobel, TEFF Renard, FF Quadraat)
- Gerard Unger (Swift, Hollander DTL Paradox, DTL Argo, Capitoleum, Flora, Praxis, Vesta, Big Vesta)
- Peter Verheul (FF Newberlin, Rijksoverheid Sans, Rijksoverheid Serif, FF Sheriff, OT Versa)

## Nieuw-Zeeland
- Joseph Churchward
- Kris Sowersby
- Jack Yan

## Polen
- Łukasz Dziedzic (FF Clan, FF Good, FF Pitu)
- Dariusz Nowak-Nova (Linotype Fresh Ewka™, Linotype NoweAteny™)
- Adam Półtawski (Antykwa Półtawskiego)

## Portugal
- Mario Feliciano
- Dino dos Santos

## Servië
- Hieromonk Makarije

## Slovenië
- Zuzana Licko (Mrs Eaves)

## Spanje
- Andreu Balius
- Gerónimo Antonio Gil
- Iñigo Jerez
- Pablo de la Madre de Dios
- Eduardo Manso
- Laura Messeguer
- Antonio Espinosa de los Monteros
- Josep Patau
- Eudald Pradell (Ripoll)
- Joaquín de la Soledad

## Tsjechië
- Tomáš Brousil
- Veronika Burian (FF Maiola)
- Stanislav Maršo
- Oldřich Menhart
- Marek Pistora
- Vojtěch Preissig
- Jan Solpera
- František Štorm (Anselm, ITC Biblon)
- Pavel Teimer
- Josef Týfa

## Thailand
- Anuthin Wongsunkakon

## Verenigd Koninkrijk
- Jonathan Barnbrook (Mason, Exocet, Nylon, Prototype, Bastarda)
- Paul Barnes (Guardian Egyptian)
- John Baskerville
- Neville Brody (Arcadia)
- Margaret Calvert (Transport, Motorway, Rail Alphabet)
- Matthew Carter (Snell Roundhand, Shelley Script, Galliard, Skia, Georgia, Mantinia, Verdana, Tahoma)
- William Caslon (Caslon)
- Roy Cole (Lina, 2004)
- Timothy Donaldson (Humana, Postino)
- Eric Gill (Gill Sans, Perpetua, Joanna)
- Robert Harling
- Ashley Havinden (Ashley Script, Ashley Inline)
- Justin Howes (Founder's Caslon)
- Edward Johnston (Johnston)
- Khosro Khosrovani (GrafEast Farsi, Arabic)
- Bruno Maag (Tesco, Tottenham Hotspur, Telewest, Urban Splash, BT, BMW, Vodafone)
- Stanley Morison (Times New Roman)
- Darren Scott (Berliner, Mechanic Gothic, Aggregate, Rub On, Press On)
- Jason Smith (BBC1, ITV, Channel 4)
- Jeremy Tankard (Corbel, Blue Island)
- Walter Tracy (Jubilee, Adsans, Telegraph Modern, Times Europa)

## Verenigde Staten
- Bill Bailey (HP Postnet, Cyrillic, Monotype Corporation, Maxicode)
- Kevin Bailey (ITC Bailey Sans, ITC Bailey Quad Bold, ITC Liverpool)
- Ken Barber
- Jill Bell (Gigi, Smack, Carumba, Hollyweird, Bruno, Swank)
- Morris Fuller Benton (Franklin Gothic, Century Schoolbook, News Gothic, Bank Gothic)
- David Berlow (Charcoal, Bureau Grotesque)
- Charles Bigelow en Kris Holmes, (Lucida)
- Roger Black Digital Type Industry Pioneer
- Brian J. Bonislawsky
- Philip Bouwsma
- Mark van Bronkhorst
- Jackson Burke (Trade Gothic)
- Leslie Cabarga
- Tom Carnase (Busorama)
- Rodrigo Xavier Cavazos (Alembic, Eidetic Neo, Faceplate Sans)
- Vincent Connare(Comic sans, Trebuchet, Magpie)
- Oswald Cooper (Cooper Black)
- Carl Crossgrove (Mundo Sans)
- Nick Curtis (ITC Beeswax)
- Rick Cusick (Nyx)
- Joshua Darden
- Chuck Davis
- Sheila Levrant de Bretteville
- Devon DeLapp
- Matt Desmond (Stomper)
- Chank Diesel
- Peter Dombrezian (Dom Casual)
- Jeremy Dooley (Aviano)
- Michael Doret (Metroscript, Deliscript, Bank Gothic AS, Orion MD, PowerStation)
- William Addison Dwiggins (Electra, Caledonia, Metro)
- Tobias Frere-Jones (Interstate, Gotham, Reactor, GQ, Esquire)
- James Grieshaber
- Frederic Goudy (Copperplate, Goudy Old Style, Berkeley Oldstyle)
- Chauncey H. Griffith (Bell Gothic, Poster Bodoni)
- Cyrus Highsmith (Benton Sans)
- Jonathan Hoefler (Knockout, Hoefler Text)
- Kris Holmes (Lucida)
- Paul D. Hunt
- Susan Kare (Apple Macintosh)
- Richard Kegler
- Donald Knuth (Computer Modern)
- Jess Latham (Shimmer, Pink Martini)
- Kent Lew (Whitman)
- Patricia Lillie
- Richard Lipton (Arrus, Bremen)
- Herb Lubalin (Lubalin Graph)
- Robert Hunter Middleton (Stellar)
- James Montalbano (Clearview)
- Dave Nalle (Abaddon, Hesperides, Ligeia, Ironworks, Folkard)
- Eric Olson (Bryant, Klavika)
- Hrant H. Papazian
- Jim Parkinson
- Robert Petrick
- Joseph W. Phinney (Abbott Old Style, Cloister Black, Camelot)
- Bruce Rogers (Centaur)
- Tim Rolands
- David J. Ross (Manicotti)
- Stephen Sagmeister (Sagmeister, Inc.)
- Stuart Sandler (Leisure Script)
- Michael Scarpitti
- Christian Schwartz (Neutraface, Amplitude, Guardian Egyptian)
- Mark Simonson
- Robert Slimbach (Minion, Adobe Garamond, Utopia, Garamond Premier)
- Dan X. Solo
- Brian Sooy
- Sumner Stone (Stone Sans, Stone Serif, Stone Informal, Stone Print, Cycles)
- Ilene Strizver
- Neil Summerour (Aaux, Baka, Epic, Organic)
- Judith Sutcliffe
- Christina Torre
- Carol Twombly (Lithos, Myriad, Trajan, Charlemagne, Nueva, Adobe Caslon)
- Jim Wasco (Mythos)
- George Williams (Caslon Roman, Monospace)
- Delve Withrington (Blot Test)
- Doyald Young (Young Baroque, Eclat)

## Zuid-Afrika
- Brode Vosloo
- Garth Walker

## Zweden
- Bo Berndal
- Anders de Flon
- Karl-Erik Forsberg (Berling, Lunda, Carolus, Ericus, Gustavus, Polhem, Carolina Script, Aros Antiqua)
- Akke Kumlien (Kumlien Medieval)
- Franko Luin
- Göran Söderström (Exemplar, Flieger, Navelfluff, Shabash, Trentor)
- Mårten Thavenius (FF Rattlescript, Aptifer Sans, Aptifer Slab)

## Zwitserland
- Adrian Frutiger (Frutiger, Univers)
- Max Miedinger (Helvetica)